# Vpu (HIV)
Vpu（viral protein U）は、HIVのvpu遺伝子によってコードされているアクセサリータンパク質である。Vpuは感染細胞の小胞体におけるCD4の分解過程、また細胞膜からのビリオンの放出の促進過程に作用する。Vpuはウイルス受容体であるCD4の分解を誘導し、それによってHIVの感染過程におけるCD4発現の全般的ダウンレギュレーションに関与している。Vpuを介したCD4のダウンレギュレーションは、小胞体におけるCD4-Env間の結合を妨げ、ビリオンへの正しい組み立てを促進すると考えられている。Vpuは感染細胞の膜内に存在するが、ウイルス粒子自体には組み込まれない。
VpuはHIV-1や関連する一部のサル免疫不全ウイルス（SIV）株（SIVcpz、SIVgsn、SIVmonなど）にのみ存在し、HIV-2やSIVの大部分の株には存在しない。Vpuの発見直後には、A型インフルエンザウイルスにコードされているM2タンパク質との構造的類似性が記載された。その後、ツメガエル卵母細胞や哺乳類細胞での発現や、精製と平面脂質二重層での再構成によって、Vpuはカチオン選択性イオンチャネルを形成することが示された。また、Vpuは細菌や哺乳類細胞の膜の透過性を高める。そのため、ビロポリンファミリーのメンバーであると考えられている。

## 発現
VpuとEnvは同じバイシストロニックｍRNAからRev依存的に発現しており、Envの発現はおそらくvpuの開始コドン部位におけるリボソームのleaky scanningによって行われている。事実、vpu遺伝子の3'末端はenv遺伝子と重複している。HIV-1のいくつかの株ではvpu遺伝子の開始コドンに点変異が生じているが、vpu遺伝子の他の領域では変化は生じていない。vpuの開始コドンの除去は下流のenv遺伝子の発現上昇を引き起こすため、HIV-1は感染細胞におけるVpuまたはEnvの相対的発現量を調節する分子スイッチとしてこの機構を利用している可能性がある。こうした調節を行う利点は不明であるが、特定の条件下ではEnvタンパク質の発現が上昇したvpu欠損株のほうがVpuを発現する「野生型」ウイルスよりも選択に有利となる可能性がある。

## 機能
Vpuには2つの主要な機能が割り当てられている。1つはウイルス受容体分子CD4の分解の誘導であり、もう1つは新たに形成されたビリオンの細胞膜からの放出の促進である。Vpuは2つの異なる機構によってこれら2つの機能を果たしている。CD4の分解誘導過程においては、VpuはCD4をE3ユビキチンリガーゼ複合体へ連結するアダプター分子として機能し、プロテアソームによるCD4の分解を引き起こしている。この過程には、Vpuの細胞質ドメインに位置するシグナルが必要となる。一方、ウイルスの放出促進過程は宿主のBST2（CD317、HM1.24、Tetherinとも呼ばれる）の中和によって行われ、Vpuの膜貫通ドメインを必要とする。BST2はインターフェロンによって誘導される細胞表面タンパク質であり、Vpuの非存在下ではウイルスのエンベロープに結合して細胞膜や他のウイルス粒子へ結びつけることでウイルス粒子の放出を妨げ、細胞へ係留する役割を果たしているようである。BST2は高度にグリコシル化された29–33 kDaの膜貫通タンパク質であり、膜貫通ドメインとGPIアンカーの双方を有すると推定されている。細胞表面においてBST2はGPIアンカーを介して脂質ラフト内に位置するが、膜貫通ドメインはラフト外に位置してアクチン骨格と間接的に相互作用している。Vpuによる干渉にはBST2の膜貫通ドメインが重要であることが示唆されており、VpuはBST2を膜貫通ドメイン間の相互作用によって標的化し、部分的にβTrCPに依存した形でリソソームへと送る。

## 構造
Vpuはvpu-envバイシストロニックmRNAから翻訳され、オリゴマーを形成するI型膜貫通タンパク質（81アミノ酸、16 kDa）である。VpuのN末端は膜貫通アンカーをコードし、ウイルスの放出の調節に重要であるがCD4の分解には重要ではない。C末端の細胞質ドメイン（54残基）には、CK2によって構成的にリン酸化されるセリン残基の対（52番と56番）が含まれている。この2つのセリン残基のリン酸化は、小胞体におけるCD4の分解に重要である。Vpuの細胞質ドメインに対応するペプチドのNMR解析では、2つのαヘリカルドメイン（helix-1、helix-2）が存在し、両者は2つの保存されたリン酸化セリン残基を含む構造をとらない領域によって連結されていることが提唱されている。さらに、計算機モデリングではVpuの膜貫通ドメインに3つ目のαヘリックスの存在が予測されており、イオンチャネル形成に重要な役割を果たしている可能性がある。